# Jerzy Treder
Jerzy Treder (ur. 14 kwietnia 1942 w Białej Rzece, zm. 2 kwietnia 2015 w Wejherowie) – polski językoznawca, dialektolog, badacz języka kaszubskiego.

## Życiorys
Był synem Władysława i Anastazji z d. Młyńskiej. Na świat przyszedł jako najmłodszy z dziesięciu braci. Jego ojciec był pracownikiem kolejnictwa. Jerzy Treder był absolwentem Liceum Pedagogicznego w Wejherowie, do którego uczęszczał w latach 1956-1961. W 1967 ukończył studia polonistyczne w Wyższej Szkole Pedagogicznej w Gdańsku (obecnie Uniwersytet Gdański), w tym samym roku poślubił poznaną w szkole średniej Gertrudę Kosiróg. Małżeństwo doczekało się dwojga dzieci: Mariusza i Justyny.
Treder pracował kolejno w WSP i od 1970 na nowo utworzonym Uniwersytecie Gdańskim. Na UG doktoryzował się w 1973 na podstawie dysertacji Toponimia powiatu puckiego, napisanej pod kierunkiem Huberta Górnowicza, habilitował w 1987 na podstawie pracy Ze studiów nad frazeologią kaszubską (na tle porównawczym). Tytuł naukowy profesora otrzymał w 1994.
W swoich pracach zajmował się dialektologią, onomastyką, frazeologią. Zredagował Słownik polsko-kaszubski Aleksandra Labudy (1982 – z Edwardem Brezą) i Słownik polsko-kaszubski Jana Trepczyka (wyd. 1994). W 2003 opracował i wydał na nowo Słownik języka pomorskiego czyli kaszubskiego Stefana Ramułta. 
Pełnił funkcję kierownika Zakładu Historii Języka Polskiego, Dialektologii i Onomastyki, a także wicedyrektora Instytutu Filologii Polskiej Uniwersytetu Gdańskiego. 
Był członkiem Zrzeszenia Kaszubsko-Pomorskiego (od 1973), członkiem założycielem Instytutu Kaszubskiego (1996), a także członkiem Towarzystwa Miłośników Języka Polskiego (od 1962), Polskiego Towarzystwa Językoznawczego (od 1971), Gdańskiego Towarzystwa Naukowego (1978), Komisji Frazeologicznej Komitetu Językoznawstwa PAN (od 1979) i Komisji Słowiańskiej Frazeologii przy Międzynarodowym Komitecie Slawistów (od 1992).
W 1983 otrzymał Medal Stolema, w 1994 został odznaczony Krzyżem Kawalerskim Orderu Odrodzenia Polski, w 1997 uhonorowany został Medalem Komisji Edukacji Narodowej.
Dorobek naukowy prof. Jerzego Tredera obejmuje 370 publikacji, w tym 18 książek.

## Publikacje
- 70 lat „Poradnika Językowego”, Zawartość pisma w latach 1901–1970 (1972)[18]
- Zasady pisowni kaszubskiej (1976) – z Edwardem Brezą[19]
- Toponimia byłego powiatu puckiego (1977)[20]
- Gramatyka kaszubska. Zarys popularny (1981)[21]
- Ze studiów nad frazeologią kaszubską (na tle porównawczym) (1986)[22]
- Frazeologia kaszubska a wierzenia i zwyczaje (na tle porównawczym) (1989)[23]
- Toponimia powiatu wejherowskiego (1997)[24]
- Kaszubi - wierzenia i twórczość. Ze słownika Sychty (2000)[25]
- Historia kaszubszczyzny literackiej. Studia (2005)[26]
- Nazwy ptaków we frazeologii i inne studia z frazeologii i paremiologii polskiej (2005)[27]
- Ceynowy i Mosbacha Wiadomość o Kaszubach z połowy XIX w. (2006)[28]
- Spòdlowô wiédzô ò kaszëbiznie (2009)[29]